# Kaczówka
Kaczówka – rów wodny przechodzący przez miejscowość Dąbrowica, w gminie Baranów Sandomierski. Jest dopływem rzeki Trześniówka.
W 2006 roku Komisja Nazw Miejscowości i Obiektów Fizjograficznych określiła Kaczówkę jako rów.